# Protoherilla
Protoherilla is een geslacht van slakken uit de  familie van de Clausiliidae.

## Soorten
De volgende soorten zijn bij het geslacht ingedeeld:
- Protoherilla baleiformis (O. Boettger, 1909)
- Protoherilla mirabilis (H. Nordsieck, 1972)
- Protoherilla pseudofallax (H. Nordsieck, 1972)

### Synoniemen
- Protoherilla janickii A.J. Wagner, 1921 => Protoherilla baleiformis (O. Boettger, 1909)